# Атояк-де-Альварес
Атояк-де-Альварес (исп. Atoyac de Álvarez) — город и административный центр одноимённого муниципалитета в мексиканском штате Герреро. Численность населения, по данным переписи 2010 года, составила 21 407 человек.

## История
В 1514 году на этом месте появились первые поселенцы, возводившие церковь Святой Марии Успенской.
В 1712 году поселение было признано общиной.
В 1864 году Атояк стал центром одноимённого муниципалитета, а в 1872 году ему был присвоен статус города.